# Гордеев, Василий Александрович
Василий Александрович Гордеев — советский учёный, государственный и политический деятель.

## Биография
Родился в 1911 году в деревне Глебовка. Член КПСС.
Образование высшее (окончил Московский текстильный институт в 1938 году, аспирантуру — в 1941 году)
Участник Великой Отечественной войны в составе 32-го стрелкового полка 19-й стрелковой дивизии, 32-го гвардейского стрелкового полка 12-й гвардейской стрелковой дивизии, 33-й запасной стрелковой бригады.
С 1945 года — на хозяйственной, общественной и политической работе.
- В 1945—1947 гг. — преподаватель кафедры ткачества МТИ.[1]
- В 1947—1951 гг. — доцент кафедры ткачества и декан технологического факультета в Ленинградском текстильном институте.[1]
- В 1953—1955 гг. — доцент Ленинградского текстильного института.[1]
- В 1955—1957 гг. — командирован в КНДР.[1]
- В 1958—1990 гг. — профессор, заведующий кафедрой ткачества ЛИТЛП им. С. М. Кирова.[1]

За разработку и внедрение тканого электрического монтажа был как руководитель работы удостоен Государственной премии СССР в области науки и техники 1987 года.
Умер в Ленинграде в 1990 году.